# آنزور مکوابیشویلی
آنزور مکوابیشویلی (گرجی: ანზორ მექვაბიშვილი؛ زادهٔ ۵ ژوئن ۲۰۰۱) بازیکن فوتبال اهل گرجستان است.
از باشگاه‌هایی که در آن بازی کرده است می‌توان به باشگاه فوتبال دینامو تفلیس و باشگاه ورزشی یونیورسیتاتئا کرایووا اشاره کرد.
وی همچنین در تیم‌های ملی فوتبال زیر ۲۱ سال گرجستان، و گرجستان بازی کرده است.